# Cleistes
Cleistes é um género botânico pertencente à família das orquídeas (Orchidaceae). Foi proposto por L.C.Richard, exsicata de John Lindley, publicado em The Genera and Species of Orchidaceous Plants 409, em 1840,  entretanto já fora anteriormente publicado pelo mesmo autor em Mem. Mus. Paris, 4, 31, em 1818. É tipificado pela Cleistes grandiflora (Aubl.) Schltr., antes descrita como Limodorum grandiflorum Aubl..  O nome vem do grego kleistos, fechado, em referência às suas partes florais, que quase não se abrem.
Este género é o maior da tribo Pogonieae, composto por cerca de sessenta espécies de ervas terrestres eretas, em regra anuais, que se distribuem pelo sudeste dos Estados Unidos, e então desde o sul da América Central até o Uruguay, cujo centro de dispersão é o Brasil, onde existem em quase todos os estados. A maioria das espécies deste gênero habita regiões costeiras ou campos cerrados, de solo arenoso e ácido, bem drenado, eventualmente úmido, onde recebem muita luz do sol, e chuvas freqüentes.
As Cleistes, frequentemente de raízes carnosas, podem ser reconhecidas por apresentarem folhas alternadas no caule, em regra com duas ou mais flores delicadas, efêmeras, grandes e vistosas, ressupinadas, brancas, marrons, ou de diversas intensidades de roseo, cujo labelo é trilobado na ponta e apresenta lamelas ou pelos curtos, frequentemente com veios escuros; e sépalas e pétalas livres mas que pouco se abrem. Seu polén não está agregado em verdadeiras polínias.
São espécies que raramente sobrevivem ao serem transplantadas devido aos danos sofridos pelas suas raízes tuberosas.